# Sadkî, Sumî
Sadkî (în ucraineană Садки) este un sat în comuna Iunakivka din raionul Sumî, regiunea Sumî, Ucraina.

## Demografie
Componența lingvistică a localității Sadkî
     Ucraineană (71,43%)
     Rusă (14,29%)
     Belarusă (14,29%)
Conform recensământului din 2001, majoritatea populației localității Sadkî era vorbitoare de ucraineană (71,43%), existând în minoritate și vorbitori de rusă (14,29%) și belarusă (14,29%).